# Wolbach
Wolbach è un comune degli Stati Uniti d'America, situato nello Stato del Nebraska, diviso tra la contea di Greeley e la contea di Howard.